# Epsilon Lyrae

Epsilon Lyrae (ε Lyr) je vícenásobná hvězda v souhvězdí Lyry, známá také pod přezdívkou „Double Double“ („Dvojitá dvojhvězda“). Tento systém je od Slunce vzdálen přibližně 162 světelných let.

## Systém hvězd
Epsilon Lyrae je složena ze dvou hlavních dvojhvězd, které lze pozorovat dalekohledem. Tyto dvojice, označované jako ε¹ Lyrae a ε² Lyrae, se skládají z následujících hvězd:

### Epsilon¹ Lyrae
- Jasnější složka (ε¹ Lyrae A) má hvězdnou velikost 5,15 magnitudy a spektrální třídu A2.
- Slabší složka (ε¹ Lyrae B) má velikost 6,10 magnitudy a spektrální třídu A4.
- Vzájemná vzdálenost těchto hvězd je přibližně 140 astronomických jednotek (AU).[2]

### Epsilon² Lyrae
- Jasnější složka (ε² Lyrae A) má hvězdnou velikost 5,25 magnitudy a spektrální třídu A3.
- Slabší složka (ε² Lyrae B) má velikost 5,38 magnitudy a spektrální třídu A5.
- Tyto dvě hvězdy jsou od sebe vzdáleny přibližně 121 AU.

Obě dvojhvězdy obíhají společné těžiště s velmi dlouhou periodou trvající stovky tisíc let. Jejich vzájemná vzdálenost je asi 10 500 AU (přibližně 0,16 světelného roku).

## Zajímavosti
Epsilon Lyrae je populárním cílem amatérských astronomů. Jasné a úhlově blízké složky tohoto systému jsou výzvou pro pozorování pomocí malých dalekohledů.
- Hvězdy ε¹ Lyrae a ε² Lyrae jsou od sebe na obloze vzdálené asi 208 úhlových vteřin, což z nich dělá snadno rozlišitelný pár.
Sekundární složka ε¹ Lyrae B byla v roce 2022 identifikována jako proměnná hvězda typu Gamma Doradus, s hlavní periodou 0,415 dne.